# Médaille militaire de service

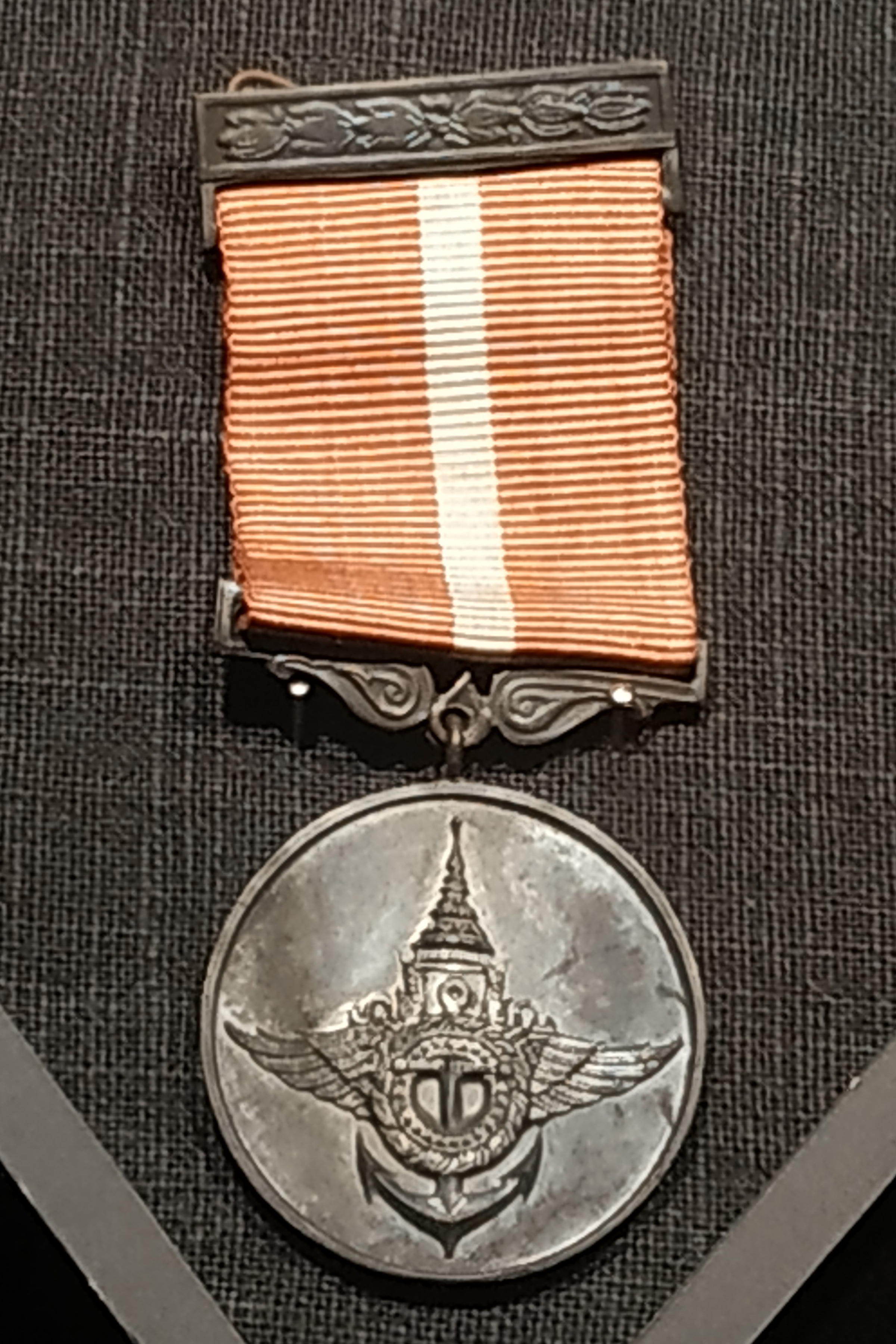
Médaille pour services rendus(Conflit d’Indochine), Musée des Monnaies, Bangkok

Une médaille de service est une récompense militaire, généralement d'un rang mineur. Une médaille de service est décernée à un membre des forces militaires qui fait partie ou a fait partie de l'armée durant une certaine période. Aucune autre condition n'est requise pour obtenir la médaille de service autre que d'être membre de l'armée.

## Médailles de campagnes
Les médailles de campagnes sont similaires aux médailles de services. Cependant, la différence principale est que les médailles de campagne sont décernées aux militaires ayant participé à des opérations militaires, alors que les médailles de services sont décernées à tous les militaires quelles que soient leurs participations ou non aux opérations militaires.

## Allemagne

### 1933-1945
- Médaille de service de la Wehrmacht
- Médaille de service de la SS (en)
- Médaille de service de la NSDAP (en)
- Médaille de service de la Polizei (en)
- Médaille de service de la Reichsarbeitsdienst (de)

## États-Unis
Un exemple d'une médaille de service délivrée par les forces armées des États-Unis est la National Defense Service Medal, qui est actuellement automatiquement attribuée à un membre du service inter-armée en général après l'achèvement de la formation de base.